# Katzenstein (Hornorakouské předhůří)
Katzenstein je 1349 m n. m. vysoká hora východně od Traunsteinu v Hornorakouském předhůří. Na úpatí Katzensteinu leží jezero Laudachsee. Z vrcholu se nabízí fantastický výhled dolů k jezeru Laudachsee, lze obdivovat celé pohoří Totes Gebirge a panoramatický výhled doplňují hory Traunstein a Grünberg. Pokud je dobrá viditelnost, je vidět i daleko do nížin.